# Paduniella amphitrite
Paduniella amphitrite är en nattsländeart som beskrevs av Malicky 1997. Paduniella amphitrite ingår i släktet Paduniella och familjen tunnelnattsländor. Inga underarter finns listade i Catalogue of Life.